# František Holešovský
František Holešovský (* 24. října 1950 Brno) je český univerzitní profesor, v letech 2007 až 2015 děkan Fakulty výrobních technologií a managementu UJEP v Ústí nad Labem.

## Život
Narodil se v rodině stavebního mistra. Po absolvování základní školy vystudoval Strojní průmyslovou školu v Brně (ukončil ji v roce 1970). V roce 1971 nastoupil základní vojenskou službu v Janovicích nad Úhlavou. Po návratu do civilu pracoval v národním podniku Automobilové závody v Mladé Boleslavi, kde se na lince Škoda 100 vyučil automechanikem.
V automobilce se posléze stal dispečerem nákladní dopravy. Odtud přešel do Pozemních staveb v Ústí nad Labem, podílel se na řadě staveb (Hotel Vladimír, provozy ve Spolchemii, zahradnictví Krásné Březno, školka Kamenný vrch). Při zaměstnání v letech 1979 až 1985 vystudoval obor strojírenská technologie na Fakultě strojní Českého vysokého učení technického v Praze (získal titul Ing.). Po ukončení studia byl osloven ředitelstvím Střední průmyslové školy strojní a elektrotechnické v Ústí nad Labem, aby zde vyučoval technické předměty.
Od roku 1989 pracoval na Pedagogické fakultě Univerzity Jana Evangelisty Purkyně v Ústí nad Labem. V roce 1993 začal tvořit a následně úspěšně prosadil ve vedení pedagogické fakulty vizi technicko-manažerského studia na Katedře technické výchovy. Doktorské studium ukončil v roce 1997 na Technické univerzitě v Liberci (získal titul Dr.).
V roce 1998 založil Ústav techniky a řízení výroby a v listopadu téhož roku se stal jeho ředitelem. Od počátku studium vázal na průmyslové podniky – Krušnohorské strojírny, Desta, Ferox, Kolbenschmidt (Metal), AGC Teplice a Škoda Auto. Na základě habilitační práce získal v roce 2001 titul doc., který mu udělila Vysoká škola báňská - Technická univerzita Ostrava. V roce 2006 se podílel také na vzniku Fakulty výrobních technologií a managementu UJEP v Ústí nad Labem. Nejdříve byl pověřen jejím řízením, v letech 2007 a 2011 byl dvakrát zvolen jejím děkanem. Na podzim 2007 úspěšně zakončil profesorské jmenovací řízení na VŠB–TU Ostrava.
Ve své oblasti je uznávaným odborníkem. Je tvůrcem úspěšně akreditovaných studijních programů na Fakultě výrobních technologií a managementu UJEP v Ústí nad Labem, držitelem národního a mezinárodního patentu. Řešil projekty zahraniční rozvojové spolupráce – jednou ze zemí byla i Bolívie, kde s kolegy zakládal technickou fakultu a jako poděkování byl jmenován čestným občanem města El Alto.
František Holešovský žije ve městě Třebenice na Litoměřicku. Je ženatý, má dvě děti (dceru a syna). Ve volném čase rád vaří. Mezi jeho další koníčky patří sbírání mincí a automobilové sporty. Rád také chodí do kina a divadla, vydává se fotografovat, rekreačně se věnuje turistice a jízdě na kole.

## Politické působení
Ve volbách do Senátu PČR v roce 2016 kandidoval jako nestraník za hnutí ANO 2011 v obvodu č. 31 – Ústí nad Labem. Se ziskem 15,33 % hlasů postoupil z druhého místa do druhého kola, v němž prohrál poměrem hlasů 42,10 % : 57,89 % s kandidátem hnutí Severočeši.cz Jaroslavem Doubravou. Senátorem se tak nestal.